# Villamuelas
Villamuelas és un municipi de la província de Toledo, a la comunitat autònoma de Castella-La Manxa.